# Plèus
Plèus (en francès, Pleaux) és un municipi francès situat al departament de Cantal i a la regió d'Alvèrnia-Roine-Alps. L'any 2007 tenia 1.645 habitants.

## Demografia

### Població
El 2007 la població de fet de Pleaux era de 1.645 persones. Hi havia 760 famílies de les quals 284 eren unipersonals (92 homes vivint sols i 192 dones vivint soles), 268 parelles sense fills, 180 parelles amb fills i 28 famílies monoparentals amb fills.
La població ha evolucionat segons el següent gràfic:
Habitants censats

### Habitatges
El 2007 hi havia 1.615 habitatges, 785 eren l'habitatge principal de la família, 693 eren segones residències i 137 estaven desocupats. 1.302 eren cases i 267 eren apartaments. Dels 785 habitatges principals, 569 estaven ocupats pels seus propietaris, 187 estaven llogats i ocupats pels llogaters i 29 estaven cedits a títol gratuït; 11 tenien una cambra, 51 en tenien dues, 134 en tenien tres, 215 en tenien quatre i 374 en tenien cinc o més. 444 habitatges disposaven pel capbaix d'una plaça de pàrquing. A 400 habitatges hi havia un automòbil i a 232 n'hi havia dos o més.

### Piràmide de població
La piràmide de població per edats i sexe el 2009 era:
| Homes | Edats   | Dones |
| ----- | ------- | ----- |
| 0     | 95 o +  | 4     |
| 12    | 90 a 94 | 8     |
| 16    | 85 a 89 | 52    |
| 16    | 80 a 84 | 52    |
| 76    | 75 a 79 | 68    |
| 72    | 70 a 74 | 120   |
| 40    | 65 a 69 | 68    |
| 64    | 60 a 64 | 72    |
| 44    | 55 a 59 | 40    |
| 52    | 50 a 54 | 44    |
| 68    | 45 a 49 | 48    |
| 80    | 40 a 44 | 56    |
| 76    | 35 a 39 | 56    |
| 44    | 30 a 34 | 36    |
| 40    | 25 a 29 | 52    |
| 36    | 20 a 24 | 16    |
| 52    | 15 a 19 | 48    |
| 52    | 10 a 14 | 32    |
| 20    | 5 a 9   | 44    |
| 28    | 0 a 4   | 28    |

## Economia
El 2007 la població en edat de treballar era de 917 persones, 641 eren actives i 276 eren inactives. De les 641 persones actives 594 estaven ocupades (356 homes i 238 dones) i 47 estaven aturades (18 homes i 29 dones). De les 276 persones inactives 120 estaven jubilades, 38 estaven estudiant i 118 estaven classificades com a «altres inactius».

### Ingressos
El 2009 a Pleaux hi havia 769 unitats fiscals que integraven 1.559 persones, la mediana anual d'ingressos fiscals per persona era de 14.196 €.

### Activitats econòmiques
Dels 117 establiments que hi havia el 2007, 2 eren d'empreses extractives, 3 d'empreses alimentàries, 4 d'empreses de fabricació d'altres productes industrials, 22 d'empreses de construcció, 25 d'empreses de comerç i reparació d'automòbils, 6 d'empreses de transport, 12 d'empreses d'hostatgeria i restauració, 7 d'empreses financeres, 8 d'empreses immobiliàries, 7 d'empreses de serveis, 18 d'entitats de l'administració pública i 3 d'empreses classificades com a «altres activitats de serveis».
Dels 40 establiments de servei als particulars que hi havia el 2009, 1 era una oficina d'administració d'Hisenda pública, 1 gendarmeria, 1 oficina de correu, 3 oficines bancàries, 4 tallers de reparació d'automòbils i de material agrícola, 1 autoescola, 2 paletes, 6 guixaires pintors, 4 fusteries, 6 lampisteries, 2 electricistes, 1 empresa de construcció, 2 perruqueries, 1 veterinari, 3 restaurants i 2 agències immobiliàries.
Dels 12 establiments comercials que hi havia el 2009, 1 era un supermercat, 1 una botiga de més de 120 m², 2 botiges de menys de 120 m², 2 fleques, 1 una carnisseria, 1 una llibreria, 1 una sabateria, 1 un drogueria i 2 floristeries.
L'any 2000 a Pleaux hi havia 89 explotacions agrícoles que ocupaven un total de 4.662 hectàrees.

## Equipaments sanitaris i escolars

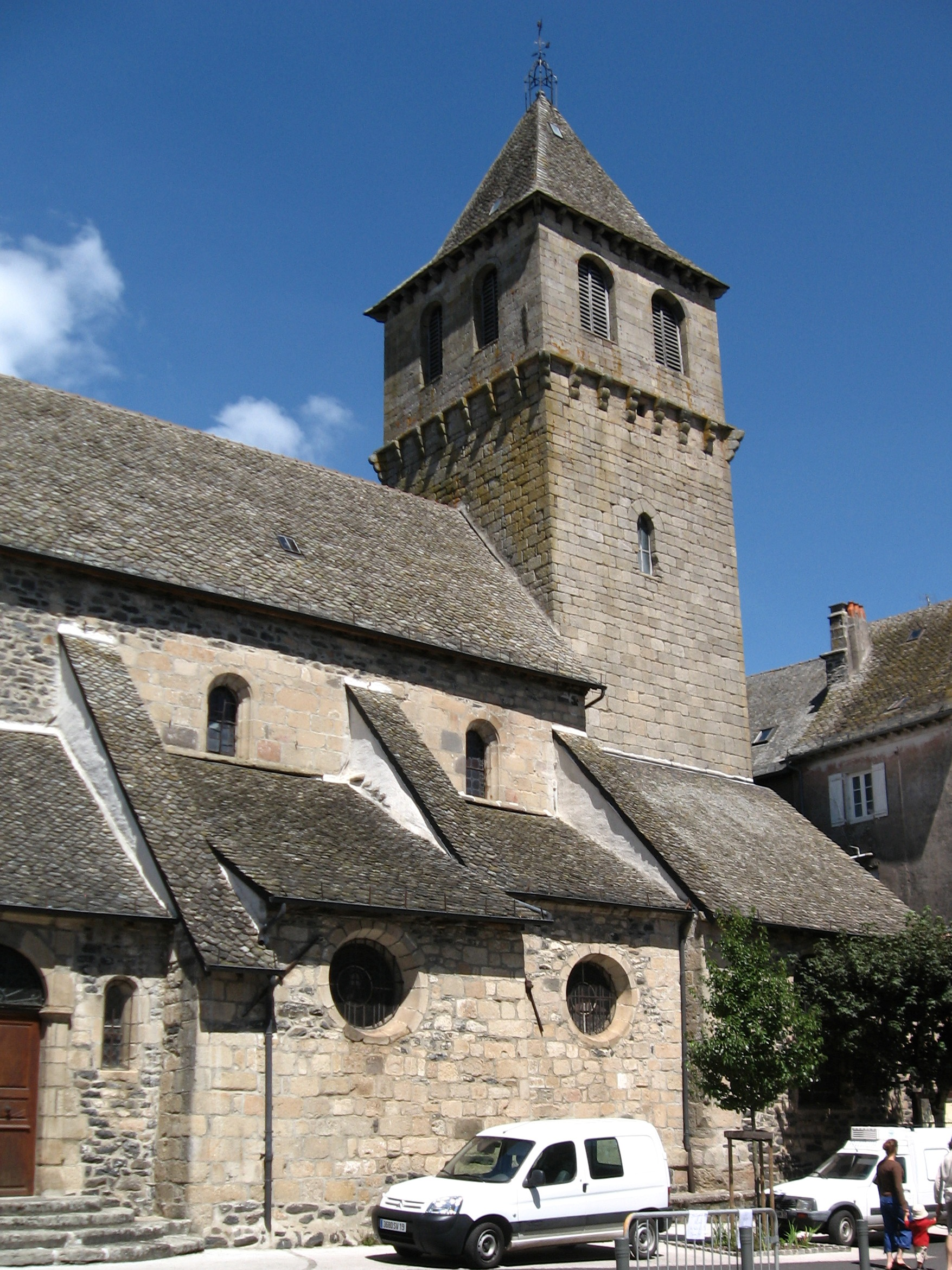
Església

El 2009 hi havia 1 farmàcia i 1 ambulància.
El 2009 hi havia 3 escoles elementals. Pleaux disposava d'un col·legi d'educació secundària amb 83 alumnes.

## Poblacions més properes
El següent diagrama mostra les poblacions més properes.